# Boum !
Pour les articles homonymes, voir Boum.
Ne doit pas être confondu avec Boom!.
Boum ! est une chanson de Charles Trenet, sortie en 1938. Elle est, notamment avec Il pleut dans ma chambre, une des chansons du film La Route enchantée de Pierre Caron, film sorti la même année et pour lequel Charles Trenet est à la fois scénariste, compositeur de la bande originale et interprète du rôle principal.
Ayant pour titre une onomatopée, la chanson joue sur plusieurs autres bruits, sons de machines (« tic-tac-tic-tic ») ou d'animaux (« mê-ê-ê »).
Le son « boum » en question est celui du cœur battant de ceux qui aiment.
Charles Trenet remporte le Grand Prix du disque en 1938 grâce à ce titre.

## Apparitions dans la fiction

### Bande dessinée
Dans un album de la série d'Hergé Les Aventures de Tintin, Tintin au pays de l'or noir, paru en 1950, la chanson est pastichée dans une publicité fictive pour les dépanneurs Simoun, citée dans les premières pages de l'album. La chanson ménage un effet comique, puisque c'est au moment où les Dupondt écoutent cette publicité sur la radio de leur voiture que le moteur explose et les fait tomber en panne.
Dans un album de la série de Macherot Chlorophylle, Chlorophylle et les Conspirateurs, la chanson est pastichée par le méchant Anthracite au moment où celui-ci s'apprête à installer Chlorophylle sur une fusée.
Dans le tome 17 - Sortie scolaire de la série Les Profs, Albert (professeur de chimie) repart ivre-mort du bistrot en fredonnant très brièvement le refrain : « Quand notre cœur fait boum... ».

### Au cinéma et à la télévision
Cette chanson apparaît dans quelques films :
- Elle court, elle court la banlieue (1973)
- Toto le héros de Jaco van Dormael (1991) - elle est fréquemment utilisée tout au long du film, étant associée au père de Toto dans les souvenirs de ce dernier, puisqu'il la chantait en jouant du piano.
- Jacquot de Nantes d'Agnès Varda (1991)
- Babe, le cochon dans la ville (1998)
- Le fabuleux destin d’Amélie Poulain (2001)
- Tout peut arriver (2003)
- Un amour à taire (2005)
- Une grande année de Ridley Scott (2006)
- Juste une fois ! (2006)
- Skyfall (2012) - la chanson apparaît dans la scène où James Bond est retenu en otage par son principal ennemi, Raoul Silva.
- Agents super zéro (espagnol: Mortadelo y Filemón contra Jimmy el Cachondo) (2014)
- Telle mère, telle fille de Noémie Saglio (2017)
- Les Simpson, le frère de Tahiti Bob en chante une parodie avant de faire exploser le barrage de Springfield.